# Mekides Abebe
Mekides Abebe Demowoz (* 29. Januar 2001) ist eine äthiopische Leichtathletin, die sich auf den Hindernislauf fokussiert.

## Sportliche Laufbahn
Erste internationale Erfahrungen sammelte Mekides Abebe 2017 bei den Juniorenafrikameisterschaften in Tlemcen, bei denen sie in 10:11,80 min die Goldmedaille gewann. Im Jahr darauf gewann sie bei den Jugendafrikaspielen in Algier in 6:26,86 min die Silbermedaille über 2000 m Hindernis und qualifizierte sich damit für die Olympischen Jugendspiele in Buenos Aires, bei denen sie die Silbermedaille gewann. Im Jahr darauf nahm sie erstmals an den Afrikaspielen in Rabat teil und siegte dort in 9:35,18 min. Ende September gelangte sie bei den Weltmeisterschaften in Doha bis ins Finale und belegte dort mit neuer Bestleistung von 9:25,66 min den elften Platz. 2021 stellte Abebe bei der Doha Diamond League mit 9:02,52 min einen neuen Landesrekord im Hindernislauf auf und löste damit Hiwot Ayalew als Rekordhalterin ab und wurde damit Zweite. Im August startete sie bei den Olympischen Sommerspielen in Tokio und belegte dort mit 9:06,16 min im Finale den vierten Platz.  
2022 wurde sie beim Prefontaine Classic in 9:03,26 min Dritte über 3000 m Hindernis, wie anschließend auch beim Meeting de Paris in 9:11,09 min. Im Juli gewann sie dann bei den Weltmeisterschaften in Eugene mit einer persönlichen Bestzeit von 8:56,08 min die Bronzemedaille hinter der Kasachin Norah Jeruto und ihrer Landsfrau Werkuha Getachew.
2021 wurde Abebe äthiopische Meisterin im 3000-Meter-Hindernislauf.

## Persönliche Bestzeiten
- 3000 Meter: 8:45,38 min, 13. Mai 2022 in Doha
  - 3000 Meter (Halle): 8:36,31 min, 6. Februar 2022 in New York City
- 2000 m Hindernis: 6:26,86 min, 27. Juli 2018 in Algier
- 3000 m Hindernis: 8:56,08 min, 20. Juli 2022 in Eugene